# Boccaleone
Boccaleone is een plaats (frazione) in de Italiaanse gemeente Bergamo.